# Alcaftadina
La alcaftadina es vendida bajo la marca Lastacaft, y es un medicamento utilizado para tratar la conjuntivitis alérgica. Este medicamento puede usarse en mayores de 1 año, y se utiliza como colirio. Los beneficios ocurren en 3 minutos y pueden durar hasta 16 horas.
Los efectos secundarios de este medicamento incluyen irritación de los ojos, enrojecimiento y picazón. La seguridad de este medicamento durante el embarazo no está clara. Es un bloqueador del receptor de histaminaH1.
Este medicamento fue aprobada para uso médico en los Estados Unidos en 2010. En Estados Unidos, 3 ml cuestan alrededor de 240 dólares estadounidenses en 2022.